# Alcmeone flavoestriata
Alcmeone flavoestriata är en insektsart som beskrevs av Fonseca och Diringshofen 1969. Alcmeone flavoestriata ingår i släktet Alcmeone och familjen hornstritar. Inga underarter finns listade i Catalogue of Life.